# 巴哈伊信仰与性别平等
性別平等是巴哈伊信仰的一项基础教义，其被认为是对全球团结极其重要的灵性与道德标准，亦是世界和平得以实现的先决条件。巴哈伊教义强调这项原则在个人、家庭、社区生活层面的重要性。尽管如此，巴哈伊并不认为灵性与社会层的平等等同于性别之间毫无差别，其差异性亦在特定层面得意体现。需要指出的是，女性广泛服务于巴哈伊行政体系中，无论在国家层面或全球层面，选举分支与任命分支。但女性不被允许成为巴哈伊行政体系中的最高管理机构世界正义院的成员。

## 平等
男女平等作为巴哈伊信仰的基础教义，在巴哈伊信仰的创立者巴哈欧拉及与他的儿子阿博都巴哈的著作和谈话中都有明确的体现。这项教义在理论层面被重视，亦在操作上被巴哈伊社区实践着。巴哈伊认为，女性的地位并不低于男性，其在社会生活中并不应该屈从于男性。事实上，对女性后代的教育应被视为比对男性后代的教义更重要的事情。从巴哈伊的观点来看，女性从来就有着与男性同样的能力，而其未取得同样的成就，是由于缺少适当的教育与足够的社会机会。而这是由于男性使用他们身体优势为女性发展其真正潜力所制造的障碍所导致的。

### 灵性地位
巴哈欧拉指出，男女在灵性地位上没有区别，他们在上帝的眼里是平等的。巴哈欧拉写道：
祂是消除纷争者，缔造团结者，祂无比荣耀。赞美归于上帝，至高之笔已经移除祂的男仆和女仆之间的差异，并藉由祂那至高恩惠和包容一切的仁慈，为其所有仆役命定了同样的地位和身份。
巴哈欧拉指出，人的灵性地位取决于他们对上帝的赞美与奉献而非其性别。阿博都巴哈写道，上帝以祂自己的形象创造了所有的人，并且与祂自己一模一样。他进一步指出，男女在美德、智慧与勇敢上拥有同样的潜力

### 人类的发展与和平的先决条件
阿博都巴哈认为，性别平等不仅仅是简单的将在历史上对女性不公正进行导正，还包括在广泛的社会领域中发展一种具有更多女性特质的新文明，如女性细腻待人的品质。而这种过程，亦是对目前社会中占有主导地位的男性特质的一种平衡。巴哈伊宗教经典中记载，在女性真正与男性达到平等之前，人类不可称之为进步。阿博都巴哈多次将男女比做鸟的双翼与人的双手，并强调他们同时强壮的重要性。阿博都巴哈写道：
人类世界拥有双翼：男性和女性。只要这两翼不是同等强大，这只鸟将无法飞翔。只有当女性达到和男性同样的程度，享有同样的活动舞台，人类才能实现非凡成就；人类才能飞至真成就之高度。当这两翼同等强大，并享有同等权益时，人类才能实现非同寻常的崇高目标。
巴哈欧拉和阿博都巴哈都曾经表达过男性特质与女性特质在社会中的平衡对世界团结的重要性，他们认为，女性特质的增加有助于减少战争及促进永久和平的建立。阿博都巴哈认为，女性将成为促进和平建立的力量，因为身为母亲的他们必然不希望他们的子女卷入战争。阿博都巴哈写道：
战争及其破坏给世界造成浩劫。对妇女 的教育将成为废除和终止战争的强有力步骤，因为女性必然会竭尽所能地反 对战争。妇女肩负着养育儿童、教育青少年并促其成熟的重任。她绝不会同 意将自己的儿子送去战场充当炮灰。确实，她必将成为建立普世和平与国际 仲裁机制的最重要因素。无疑，妇女将在人间废止战争。

### 女性教育的重要性
从巴哈伊的观点来看，女性从来就有着与男性同样的能力，而其未取得同样的成就，是由于缺少适当的教育与足够的社会机会。因此，巴哈伊教义强调女性得到教育的重要性，认为这不仅是有助于帮助女性获得真正的平等，同时，也对适其孩子的教育至关重要。由于女性教育的重要性，所以在因为经济原因无法使所有子女得到适当教育的情况下，女儿的教育应优先于儿子的教育。除了提及女性的母亲身份与教育之间的关系，阿博都巴哈还鼓励女性在在艺术和科学上发挥自己的能力，并指出女性参与政治是和平得以实现的先决条件。

## 女性的地位
一个多世纪前，巴哈伊信仰的先知和创立者巴哈欧拉，表明男性与女性的平等。他并没有把这一观念仅仅当作理想或虔诚的希望，而是将其作为核心要素融入到了其所希望建立的新世界秩序中。他通过法律要求对妇女实行同样的法律，要求妇女接受与男子相同的教育水平，并享有社会平等权利。巴哈伊信仰中的男女平等这一概念，必须在巴哈伊人类一体这一核心原则的背景下理解。这一原则针对社会各个阶层均适用：家庭内部，社区内部的个人之间的关系；个人与其所属社区和社会机构之间的关系；个人与自然环境之间的关系；以及民族国家之间的关系。巴哈伊信仰的愿景和目标是创造包括社会，精神和物质在内的各种条件，使人类一体这一原则能够在社会各个层面的结构和关系中体现。
女性在世界上拥有和男性平等的权利；她们在宗教和社会中都是非常重要的元素。只要女性不能发挥她们最高的潜能，男性将不能达到本来属于他们的伟大地位。
人类世界有两只翅膀：一只是女人，另一只是男人。直到两只翅膀得到同样发育，鸟儿才能飞起来。如果有一只翅膀虚弱无力，就不可能飞行。直到女性在获得美德与完美品性方面与男性并驾齐驱时，人类才能取得应有的成功与繁荣。

## 巴哈伊信仰历史中的女性形象
在巴哈伊信仰的历史中存在大量知名女性，如哈蒂潔-芭宮、塔荷蕾、至大圣叶、瑪麗公主、巴希叶·哈努姆、玛莎·鲁特、利奥诺拉·阿姆斯特朗与莉迪亚·柴门霍夫等。

### 塔荷蕾
塔荷蕾是一位有影响力的诗人及巴哈伊信仰前身巴比教的追随者。在巴哈伊宗教经典中，虽未明确的以文字的形式指出，但其经常视为一位勇于争取女性权利的女性。塔荷蕾实践着巴孛关于女性解放的启示，打破伊斯兰教法中对女性的要求。如在巴达什特会议中以不穿戴面纱的形象出现。她揭开面纱的举动引起了不小的争议，有些人认为这是有违道德且不纯洁的的，而巴孛给予她“纯洁者”的称号以表明他的支持。有一段被认为是她在行刑前的非常知名的言论：“你可以如你所想的尽快处决我，但是你不能阻止妇女的解放。“这句话据说曾被阿博都巴哈所转述，但其真实性尚有待考证。

## 引用
- ʻAbdu'l-Bahá.  Hardcover. Wilmette, Illinois, USA: Baháʼí Publishing Trust: 1982. 1912  [2020-06-21]. ISBN 978-0-87743-172-5. （原始内容存档于2020-11-27）.
- Bramson, Loni. . Jestice, Phyllis G.  (编). . Santa Barbara, CA: ABC-CLIO. 2004. ISBN 978-1-57607-355-1.
- Buck, Christopher. . State University of New York Press. 1999. ISBN 978-0-7914-4061-2.
- Hatcher, W.S.; Martin, J.D. . San Francisco: Harper & Row. 1998. ISBN 978-0-87743-264-7.
- Kassindja, Fauziya. . Delta. 1999. ISBN 978-0-385-31994-2.
- Maneck, Susan. . Joseph, Suad; Najmabadi, Afsaneh  (编). . Brill Academic Publishers. 2005: 15–18.
- Maneck, Susan. . Sharma, Arvind  (编). . Albany: State University of New York Press. 1994  [2020-06-21]. ISBN 978-0-7914-1689-1. （原始内容存档于2011-06-06）.
- Momen, Moojan.  (abstract). Baha'i Studies Review. 1994, 4 (1)  [2008-01-28]. （原始内容存档于2010-09-19）.
- Smith, Peter. . Cambridge: Cambridge University Press. 2008. ISBN 978-0-521-86251-6.
- Smith, Peter. . . Oxford: Oneworld Publications: 358–361. 2000. ISBN 978-1-85168-184-6.
- Stetzer, Frank. . Baha'i Publishing. 2007. ISBN 978-1-931847-44-5.